# Metopina climieorum
Metopina climieorum är en tvåvingeart som beskrevs av Ronald Henry Lambert Disney 1994. Metopina climieorum ingår i släktet Metopina och familjen puckelflugor. Inga underarter finns listade i Catalogue of Life.